# VIK Hockey Support
VIK Hockey Support är en supporterklubb som stöder den svenska ishockeyklubben Västerås IK. Medlemsantalet låg säsongen 2022/2023 på 773 medlemmar.